# George Boolos
George Stephen Boolos (* 4. September 1940 in New York; † 27. Mai 1996 in Cambridge, Massachusetts) war ein US-amerikanischer Philosoph und Logiker.

## Leben
1961 machte Boolos den B.A. in Mathematik an der Princeton University, 1963 den B.Phil. an der Oxford University, 1966 den Ph.D. in Philosophie am Massachusetts Institute of Technology (MIT). Dies war der erste Ph.D. in Philosophie, der beim MIT vergeben worden ist, Doktorvater war Hilary Putnam. Boolos war drei Jahre Lehrer an der Columbia University. Ab 1969 lehrte er am MIT, bis er an Krebs starb.
Anfangs beschäftigte sich Boolos mit der Erweiterung von Kurt Gödels Beweis-Logik.
Später befasste er sich intensiv mit Gottlob Frege. Zusammen mit Crispin Wright bewies er die Konsistenz eines modifizierten Systems von Freges Grundgesetzen: Ersetzt man das Grundgesetz der Werthverläufe durch Humes Prinzip, so vermeidet man die Russellsche Antinomie. Damit begründeten die beiden den Neo-Logizismus.
1992 wurde Boolos in die American Academy of Arts and Sciences gewählt.

## Werke von Boolos
- 2007 (1974) (with Richard Jeffrey). Computability and Logic. Cambridge: Cambridge University Press.
- 1979. The Unprovability of Consistency: An Essay in Modal Logic. Cambridge University Press.
- 1990 (editor). Meaning and Method: Essays in Honor of Hilary Putnam. Cambridge University Press.
- 1993. The Logic of Provability. Cambridge University Press.
- 1998 (Richard Jeffrey and John P. Burgess, eds.). Logic, Logic, and Logic. Harvard University Press.